# Награда „Србољуб Митић”
Награда „Србољуб Митић“ је књижевна награда. Додељује је Скупштина општине Мало Црниће.
Добитник награде за 2006. је елегичар Крстивоје Илић за књигу „Порекло сонета“ у издању Српске књижевне задруге.
2016. године награду су равноправно поделили Миломир Краговић, за збирку песама „Српске утопије” и Спасоје Јоксимовић, за књигу „Вече у Витанији”.

## Добитници
- Ђоко Стојчић, за збирку песама „Срп од змије“, 1993.[2]
- Драган Богдановић Ци, за збирку песама „Алксандријска библиотека“, 1994.[2]
- Драган Тодоровић, за књигу „Месечар сребрног витла“, 1995.[2]
- Братислав Милановић, за збирку песама „Балкански певач“, 1996.[2]
- Ана Дудаш, за збирку песама „Страсна недеља“ , 1997.[2]
- Горан Ђорђевић, за збирку песама „Расута земља“, 1997.[2]
- Раша Перић, за збирку поезије „Живи траг“, 1998.[2]
- Ратко Поповић, за збирку поезије „Далеко нам кућа“, 1999.[2]
- Ристо Василевски, за збирку поезије „Летопис хиљаду деветстотине последње“, 2000.[2]
- Зоран Богнар, за збирку поезије „Јелисејска трилогија“, 2001.[2]
- Срба Игњатовић, за збирку поезије „Судбеник“, 2001.[2]
- Александар Лукић, за збирку поезије „Брод лудака“, 2002.[2]
- Драган Јовановић Данилов, за збирку поезије „Хомер предграђа“, 2003.[2]
- Томислов Мијовић, за збирку поезије „Јавке“ 2004.[2]
- Верољуб Вукашиновић, за збирку „Цветна недеља“, 2004.[2]
- Гордана Боранијашевић, за збирку поезије „Писма лану“, 2005.[2]
- Крстивоје Илић, за збирку поезије „Порекло сонета“, 2006.[2]
- Радомир Андрић, за збирку поезије „Ка другости“, 2007.[2]
- Синиша Ристић, за збирку поезије „Испраћуше“, 2008.[2]
- Небојша Деветак, за збирку поезије „Узалуд тражећи“, 2009.[2]
- Раде Танасијевић, за збирку песама „Климатске промене“, 2010.[2]
- Андреј Јелић Мариоков, за збирку песама „Покрстице“, 2011.[2]
- Љубиша Ђидић, за збирку песама Моравска Тројеручица“, 2012.[2]
- Мићо Цвијетић, за књигу „Узалудни ветрови“, 2013.[2]
- Адам Пуслојић, за збирку песама „Део мог крика“ , 2014.[2]
- Властимир Станисављевић Шаркаменац, за књигу поезије „Бели анђео“, 2015.[2]
- Миломир Краговић, за збирку поезије „Српске утопије“, 2016.[2]
- Спасоје Јоксимовић, за збирку поезије „Вече у Витанији“, 2016.[2]
- Зоран Вучић, за збирку поезије „Знаци из нутрине“, 2017.[2]
- Голуб Јашовић, за збирку песама „Под пакленом песма“, 2018[2]
- Иван Новчић, за збирку поезије „Галиција и друге шуме“, 2019.[2]
- Небојша Лапчевић, за збирку поезије „Берачи полена“, 2020.[3]
- Стеван Милошевић, за збирку поезије „Поетска микрофонија“, 2021.[4][5]